# Хауге, Ханс Нильсен
Ханс Нильсен Хауге (Хёуге; норв. Hans Nielsen Hauge; 3 апреля 1771, Хёуге, Эстфолл, Норвегия — 29 марта 1824, Бредтвельдт, Христиания, Норвегия) — норвежский проповедник, основатель хаугеанства.

## Биография
Родился в крестьянской семье. Испытав влияние пиетизма, в 1796 году начал проповедническую деятельность. Выступал с критикой государственной лютеранской церкви, призывая к религиозному обновлению. Его сочинения стали известны в Норвегии, но идеи получили распространение в основном среди норвежского крестьянства. 
Помимо религиозной деятельности успешно занимался предпринимательством, привлекая средства сторонников. За организацию запрещённых вне государственной церкви религиозных собраний несколько лет провёл в заключении. Умер в 1824 году в усадьбе Бредтвельдт, ставшей к тому времени центром хаугеанского религиозного движения. 
После его смерти хаугеанство продолжало оказывать влияние на религиозную и политическую жизнь Норвегии в течение XIX века. В США идеи хаугеанства сыграли роль в становлении современной Евангелической лютеранской церкви в Америке.

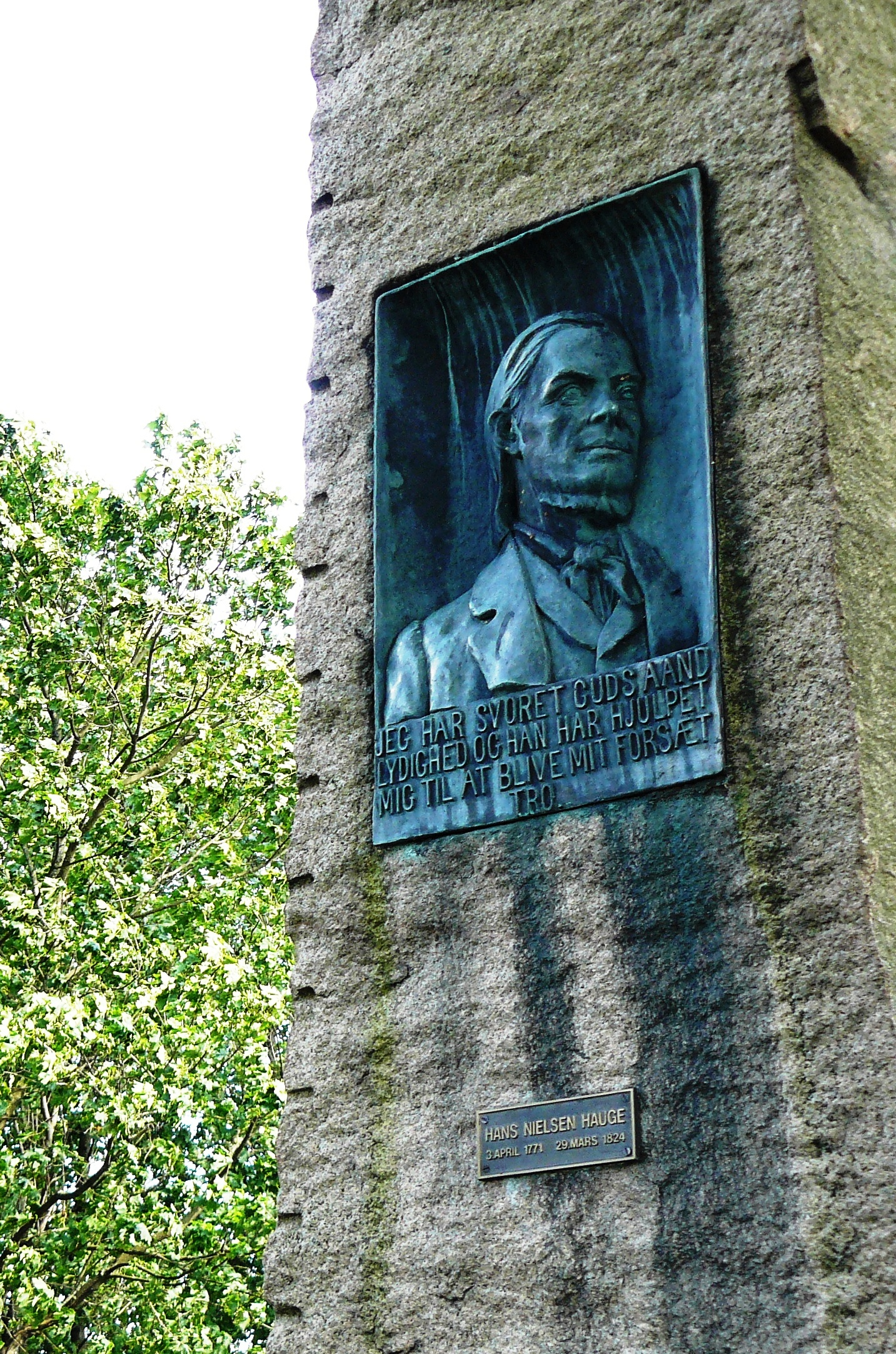
Обелиск с памятной доской Хансу Нильсену Хауге в Осло

В Норвегии в деревне Рольвсёй недалеко от места рождения открыт музей Ханса Хауге, его именем названы улицы в нескольких городах. В 1961 году о его жизни был снят фильм «Hans Nielsen Hauge». Ежегодно 29 марта память Ханса Хауге чтят в Евангелической лютеранской церкви в Америке.
Сын Ханса Нильсена Хауге Андреас Хауге (1815 – 1892) и внук Ханс Хауге (1853 – 1931) были политиками и лютеранскими священниками.

## В искусстве
- 1961 —  «Ханс Нильсен Хауге[англ.]» Коре Бергстрёма[швед.]
- 2023 — «Ханс Нильсен Хауге» Харальда Флема (норв. Harald Flem)

## Сочинения
- Betragtning over Verdens Daarlighed, 1796
- Forsøg til en Afhandling om Guds Viisdom, 1796
- De Enfoldiges Lære og Afmægtiges Styrke, 1798
- De sande Christnes udvalgte Psalmebog, 1799
- Den christelige Lære, forklaret over Epistlerne og Evangelierne, 1800
- Forklaring over Loven og Evangelium, 1804
- Om religiøse Følelser og deres Værd, 1817
- Religeuse Sange, 1819
- Huus-Postil, 1822
- Udtog af Kirke-Historien, 1822
- Hans Nielsen Hauges Testamente til sine Venner,  1821